# Marsieh Wahid Dastdscherdi

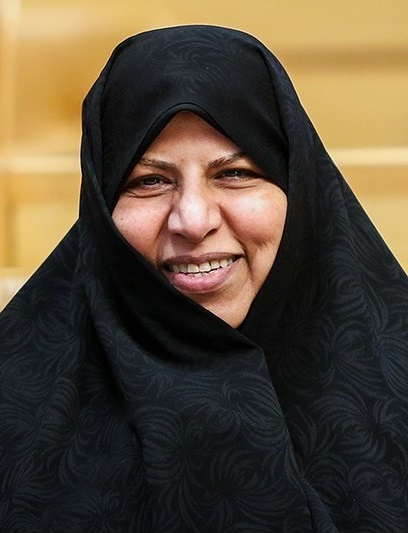
Marsieh Wahid Dastdscherdi (2016)

Marsieh Wahid Dastdscherdi (auch Marzieh Vahid Dastjerdi, persisch مرضيه وحيد دستجردى, DMG Marżīye Waḥīd Dastǧerdī; * 1959) ist eine iranische Politikerin. Sie war vom 3. September 2009 bis Dezember 2012 die erste Ministerin der Islamischen Republik Iran und stand dem Ressort Gesundheit vor; sie wurde vom iranischen Parlament mit 175 Stimmen bei 82 Gegenstimmen und 29 Enthaltungen gewählt.
Von 1992 bis 2000 war die studierte Gynäkologin Abgeordnete im iranischen Parlament und unterstützte im April 1998 eine Gesetzvorlage, die eine Trennung nach der Scharia von Männern und Frauen auch im Krankenhaussektor forderte. Dastdscherdi ist mit dem Chefredakteur der Zeitschrift Kayhan, Hossein Schariatmadari, verheiratet.
Am 27. Dezember 2012 wurde Dastdscherdi von Mahmud Ahmadinedschad aus ihrem Amt entlassen.